# Moršyn
Moršyn (ukrajinsky Моршин, rusky Моршин – Moršin, polsky Morszyn) je město ve Lvovské oblasti na Ukrajině. K roku 2001 v něm žilo přes šest tisíc obyvatel. V rámci Ukrajiny se jedná o významné balneologické lázně.

## Poloha
Moršyn leží v ukrajinské části Vněkarpatských sníženin na říčce Berežnycji, pravém přítoku Dněstru. Od Lvova, správního střediska oblasti, je vzdálen přibližně osmdesát kilometrů jižně a od hranice s Ivanofrankivskou oblastí jen několik kilometrů severně. Od Ivano-Frankivska, správního střediska sousední oblasti, je vzdálen přibližně sto kilometrů severozápadně.

## Dějiny
První zmínka o Moršynu je z roku 1482, kdy byl součástí Polského království. Zdejším hlavním průmyslem začátkem novověku byla těžba solanky, která ale nebyla příliš úspěšná vzhledem k hořké příchuti zdejší soli.
Při prvním dělení Polska v roce 1772 připadl Moršyn Rakouskému císařství. Od roku 1875 pomáhala rozvoji železniční trať ze Stryje do Stanislavu, která vede přes město, a Moršyn se etabloval jako lázně.
V meziválečném období připadl Moršyn druhé Polské republice, kde byl součástí Stanislavského vojvodství.
Od konce druhé světové války je Moršyn součástí Ukrajiny.